# Benamatapa marshalli
Benamatapa marshalli är en insektsart som beskrevs av William Lucas Distant 1899. Benamatapa marshalli ingår i släktet Benamatapa och familjen lyktstritar. Inga underarter finns listade i Catalogue of Life.